# Iabloana
Iabloana è un comune della Moldavia situato nel distretto di Glodeni di 2.965 abitanti al censimento del 2004.

## Località
Il comune è formato dall'insieme delle seguenti località (popolazione 2004):
- Iabloana (2.858 abitanti)
- Soroca (107 abitanti)